# Erislandy Savón
Erislandy Savón Cotilla (* 27. Juli 1990 in Guantánamo) ist ein kubanischer Boxer im Superschwergewicht. Er ist ein Neffe des dreifachen Olympiasiegers Félix Savón.

## Karriere
2007 nahm Savón erstmals an den kubanischen Meisterschaften der Männer teil, schied jedoch bereits im Viertelfinale aus. Bei den Meisterschaften im Folgejahr belegte er den dritten Platz. Bei den Juniorenweltmeisterschaften im selben Jahr errang Savón die Goldmedaille im Schwergewicht (-91 kg).
2009 gewann Savón auch die Panamerikanischen Meisterschaften im Superschwergewicht (+91 kg) und nahm erstmals an den Weltmeisterschaften teil, bei denen er jedoch nach Siegen über Andrew Jones, Wales (RSC 1.), und Gilton Benjey Zimmerman, Niederländische Antillen (11:4), im Viertelfinale gegen den späteren Silbermedaillengewinner Roman Kapitanenko, Russland (17:6), verlor.
Bei den Panamerikanischen Meisterschaften 2011 verlor er im Finale gegen Julio Castillo, Ecuador (12:1), und errang so die Silbermedaille. Im Folgejahr startete er bei den Weltmeisterschaften. Nach Siegen über Denizcan Gokkaya, Türkei (RSC 1.), und Tony Yoka, Frankreich (KO 2.), verlor er im Viertelfinale gegen den späteren Weltmeister Məhəmmədrəsul Məcidov, Aserbaidschan (RSC 2.), womit er den 5. Platz belegte. Im selben Jahr konnte er auch erstmals den kubanischen Meistertitel erringen.
Durch den 5. Platz bei den Weltmeisterschaften qualifizierte sich Savón für die Olympischen Spiele 2012, bei denen er jedoch bereits im ersten Kampf knapp gegen den Lokalmatadoren und späteren Sieger Anthony Joshua, Großbritannien (17:16), ausschied. Am Ende des Jahres startet Savón bei kubanischen Meisterschaften im Superschwergewicht (+91 kg) verlor jedoch das Finale gegen Yoandris Toirac.
Bei den Weltmeisterschaften 2013 in Almaty schied Savón nach Siegen über Heo Jin-Ho, Südkorea (TKO 1.) und Chouaib Bouloudinats, Algerien (3:0), bereits im Viertelfinale gegen Teymur Məmmədov, Aserbaidschan (2:1), aus. 2014 gewann Savón in Veracruz die Zentralamerika- und Karibikspiele und 2015 in Toronto die Panamerikaspiele und in Vargas mit einem Finalsieg über Yamil Peralta, Argentinien (3:0), die Panamerikanischen Meisterschaften. Bei den Weltmeisterschaften 2015 in Doha gewann er die Silbermedaille, nachdem er gegen Julio Castillo, Ecuador (3:0), Rustam Toʻlaganov, Usbekistan (3:0), und Abdulkadir Abdullayev, Aserbaidschan (3:0), gewann und im Finale gegen Jewgeni Tischtschenko, Russland (3:0), ausgeschieden war. Da sich im Schwergewicht nur der Weltmeister direkt für die Olympischen Spiele 2016 qualifizierte, musste Savón im März 2016 am amerikanischen Olympiaqualifikationsturnier in Argentinien teilnehmen, welches es gewann.
Bei den Olympischen Spielen 2016 gewann er eine Bronzemedaille, nach dem er gegen Wassili Lewit im Halbfinale gescheitert war. Nach dem Gewinn der Panamerikameisterschaften 2017 nahm er an den Weltmeisterschaften 2017 in Hamburg teil, wo er im Finalkampf den Olympiasieger Jewgeni Tischtschenko besiegte und damit erstmals Weltmeister wurde. Im Halbfinale hatte er Wassili Lewit und im Viertelfinale Cheavan Clarke geschlagen.
Seit 2013 kämpft Erislandy Savón für die Cuba Domadores in der World Series of Boxing. Er bestritt bis zum heute (Stand: Juli 2016) 21 Kämpfe in der World Series, die er ausnahmslos gewann. Er errang mit den Cuba Domadores 2014 und 2016 den Titel der World Series of Boxing.